# Aderus feai
Aderus feai es una especie de coleóptero de la familia Aderidae. Fue descrita científicamente por Maurice Pic en 1906.

## Distribución geográfica
Habita en las islas de Cabo Verde (Macaronesia).